# Youma Diakite
Youma Diakite (sinh ngày 1 tháng 5 năm 1971), còn được gọi đơn giản là Youma, là một người mẫu người Mali, nữ diễn viên, nhân vật truyền hình và showgirl, chủ yếu hoạt động ở Ý. Cô nổi tiếng quốc tế cũng như "người kia Naomi " vì cô rất giống với Naomi Campbell.
Sinh ra ở Mali và lớn lên ở Paris, Diakite được biết đến trên toàn thế giới vào năm 18 tuổi khi cô được Tập đoàn Benetton làm phát ngôn viên cho một chiến dịch quảng cáo. Chuyển đến Ý vào năm 1998, Diakite là một người mẫu đường băng cho các nhà tạo mẫu đáng chú ý bao gồm Armani, Versace và Dolce & Gabbana. Diakite xuất hiện trong một số chương trình truyền hình. Cô cũng là một thí sinh trong chương trình tài năng thực tế Ballando con le Stelle (phiên bản tiếng Ý của Dancing with the Stars) do Rai Uno phát sóng và cả trong chương trình trò chơi thực tế L'isola dei famosi (phiên bản tiếng Ý của Người nổi tiếng sống sót) được phát sóng bởi Canale 5. Diakite cũng xuất hiện trong John Wick: Phần 2, một bộ phim hành động của đạo diễn Chad Stahelski vào năm 2017. Diakite cũng là một nhà hoạt động chính trị quốc tế chống phân biệt chủng tộc.